# Carangoides praeustus
Carangoides praeustus är en fiskart som först beskrevs av Anonymous [bennett och 1830.  Carangoides praeustus ingår i släktet Carangoides och familjen taggmakrillfiskar. Inga underarter finns listade.